# Peter Brugger
Peter Brugger (Valle Aurina, 27 aprile 1920 – Bolzano, 6 aprile 1986) è stato un politico italiano della Südtiroler Volkspartei.